# Ребазе (Камб'я)
Ре́базе (ест. Rebase küla) — село в Естонії, у волості Камб'я повіту Тартумаа.

## Населення
Чисельність населення на 31 грудня 2011 року становила 104 особи.